# Onychorhynchidae
Die Onychorhynchidae sind eine Familie in der Unterordnung der Schreivögel (Tyranni). Sie kommt vom südlichen Mexiko bis nach Brasilien vor.

## Merkmale
Bei den sieben Arten der Familie handelt es sich um kleine bis mittelgroße Vögel mit einem zylindrischen bis ovalen Rumpf und einem Gefieder das bräunlich, rotbraun, beige, orange und grau gefärbt ist. Flügel und Schwanz sind von mittlerer Länge. Der Kopf ist relativ groß, der Hals ist kurz und dick. Der Schnabel ist gerade und kräftig. Am Ende des Oberschnabels befindet sich oft ein kleiner Haken. An der Schnabelbasis befinden sich borstige Federn. Die Beine sind kurz, die Füße sind klein. Die Sitzposition der Vögel ist relativ aufrecht. Die Männchen sind in der Regel auffälliger gefärbt als die Weibchen.

## Lebensraum und Lebensweise
Die Arten der Onychorhynchidae sind Waldbewohner und kommen in tropischen Regenwäldern, in montanen Nebelwäldern, sowie (in Mittelamerika) auch in mehr oder weniger offenen Trockenwäldern vor. Sie ernähren sich hauptsächlich von wirbellosen Tieren. Über die Brutbiologie dieser Familie ist nur wenig bekannt. Sie sind vermutlich monogam und bauen große, kugelförmige, hängende Nester, mit einer inneren Kammer und einem seitlichen Eingang. Das Gelege besteht in der Regel aus zwei Eiern. Die Brutdauer liegt zwischen 14 und 24 Tagen und die Jungvögel schlüpfen nach 25 bis 30 Tagen.

## Systematik

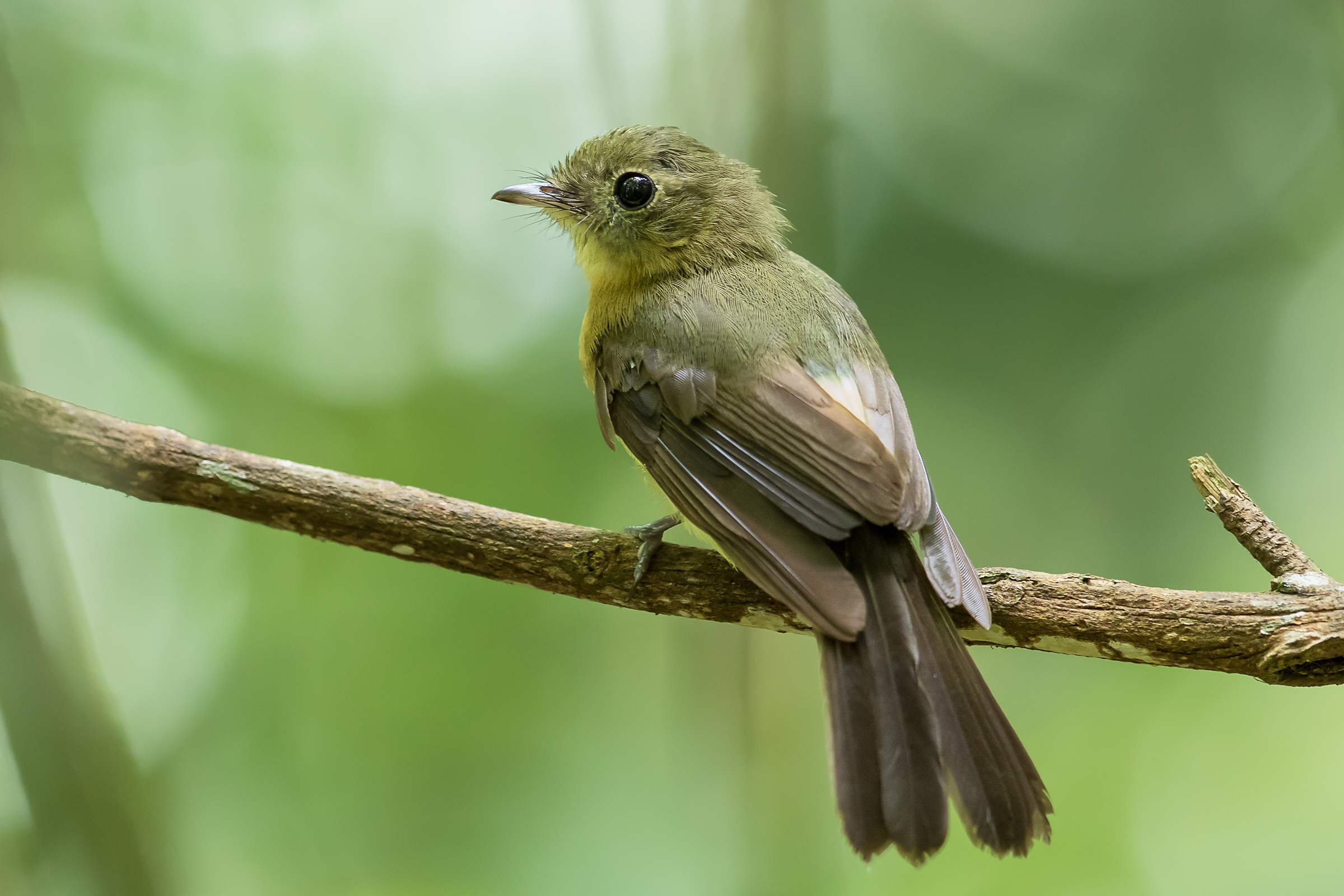
Gelbbauchbekarde

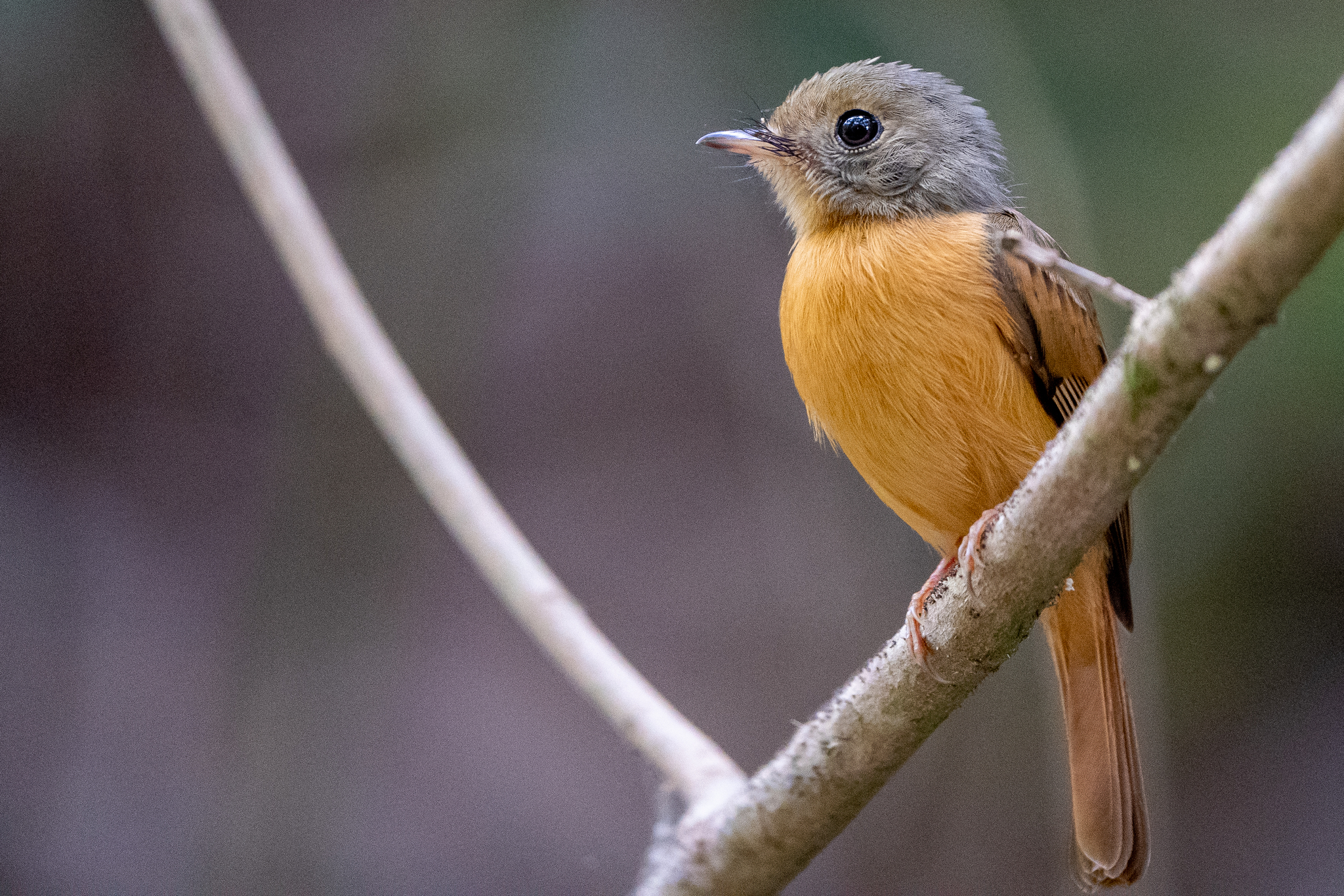
Rotschwanzbekarde

Das Taxon wurde 2009 zunächst als Tribus (Onychorhynchini) der Bekarden (Tityridae) eingeführt, bekam später den Rang einer Unterfamilie und gilt seit 2024/2025 als eigenständige Familie. Die Schwestergruppe der Onychorhynchidae ist die monotypische Familie Oxyruncidae, die nur aus der Flammenkopfbekarde (Oxyruncus cristatus) besteht.

## Gattungen und Arten
Zur Familie Onychorhynchidae gehören drei Gattungen mit insgesamt sieben Arten:
- Gattung Kronenbekarden (Onychorhynchus)
  - Schuppenbrust-Kronenbekarde (Onychorhynchus coronatus)
  - Orangebrust-Kronenbekarde (Onychorhynchus swainsoni)
- Gattung Myiobius
  - Schwarzschwanzbekarde (Myiobius atricaudus)
  - Gelbbauchbekarde (Myiobius barbatus)
  - Schwefelbürzelbekarde (Myiobius sulphureipygius)
  - Gebirgsbekarde (Myiobius villosus)
- Gattung Terenotriccus
  - Rotschwanzbekarde (Terenotriccus erythrurus)